# Liste der Bodendenkmale in Märkisch Buchholz
Die Liste der Bodendenkmale in Märkisch Buchholz enthält alle Bodendenkmale der brandenburgischen Stadt Märkisch Buchholz und ihrer Ortsteile. Grundlage ist die Veröffentlichung der Landesdenkmalliste mit dem Stand vom 31. Dezember 2020. Die Baudenkmale sind in der Liste der Baudenkmale in Märkisch Buchholz aufgeführt.
|    | Gemarkung                       | Flur | Kurzansprache | Bodendenkmalnummer | Bemerkung | Bild |
| -- | ------------------------------- | ---- | --- | ------------------ | --------- | ---- |
| 1  | Halbe, Märkisch Buchholz (Lage) | 6, 1 | Rast- und Werkplatz Steinzeit | 12430              |           |      |
| 2  | Halbe, Märkisch Buchholz (Lage) | 5, 7 | Rast- und Werkplatz Steinzeit | 13264              |           |      |
| 3  | Märkisch Buchholz (Lage)        | 1    | Rast- und Werkplatz Steinzeit, Siedlung Urgeschichte | 12424              |           |      |
| 4  | Märkisch Buchholz (Lage)        | 7    | Siedlung Bronzezeit, Rast- und Werkplatz Steinzeit | 12425              |           |      |
| 5  | Märkisch Buchholz (Lage)        | 1    | Rast- und Werkplatz Steinzeit, Siedlung Urgeschichte | 12426              |           |      |
| 6  | Märkisch Buchholz (Lage)        | 1    | Siedlung Urgeschichte, Rast- und Werkplatz Steinzeit | 12427              |           |      |
| 7  | Märkisch Buchholz (Lage)        | 6    | Burg deutsches Mittelalter, Kirche deutsches Mittelalter, Friedhof deutsches Mittelalter, Altstadt deutsches Mittelalter, Altstadt Neuzeit, Kirche Neuzeit, Schloss Neuzeit, Friedhof Neuzeit | 12429              |           |      |
| 8  | Märkisch Buchholz (Lage)        | 1    | Rast- und Werkplatz Mesolithikum, Siedlung Urgeschichte | 13261              |           |      |
| 9  | Märkisch Buchholz (Lage)        | 1    | Rast- und Werkplatz Steinzeit | 13262              |           |      |
| 10 | Märkisch Buchholz (Lage)        | 1    | Rast- und Werkplatz Steinzeit | 13263              |           |      |